# マリアン・ルプ
マリアン・ルプ（1966年6月20日 - ）は、モルドバの政治家。現在、同国議会議長（2回目、2010年12月～）。また2回目の議長就任と同時に、2012年3月まで同国大統領代行も務めた。
かつてはモルドバ共産党の幹部であり、ジナイダ・グレチェアヌイの跡をついで首相に就任する最有力候補と見られていたが、2009年6月3日にモルドバ議会が大統領選出に失敗する直前に、共産党を内側から改革することは不可能だとして離党した。その後、モルドバ民主党から党首就任を打診され、これを受け入れた。モルドバ民主党は2009年5月の総選挙では規定得票数に達せず、議席を確保できなかった。その後行われた2009年7月の総選挙では、モルドバ民主党は13議席を獲得して第4党となった。

## 人物
ルプはモルドバ国立大学で経済学を学び、その後ワシントンとジュネーヴで、それぞれ国際通貨基金と世界貿易機関に勤務した。
2001年6月に経済副大臣に指名され、2003年には経済大臣に昇格した。2005年の総選挙の後、モルドバ議会の議長となった。2009年5月に議長を退くが2010年12月より再び議長を務めている。
母語のルーマニア語のほか、英語、フランス語、ロシア語を話す。